# Radiopaedia
Radiopaedia é uma rede de recurso educacional internacional sobre radiologia, de construção colaborativa baseada em wiki, sem fins lucrativos, contendo artigos de referência, imagens de radiologia, e relatos de casos. Também possui uma enciclopédia de radiologia. É atualmente um dos maiores recursos gratuitos de radiologia disponíveis no mundo, com mais de 17 mil relatos de casos e mais de 7400 artigos de colaboração sobre temas relacionados à radiologia, que são de qualidade variável. Em 2012, tornou-se parte da rede médica UBM.  

## Início
O site foi programado inicialmente utilizando o MediaWiki, a mesma plataforma de programação da Wikipédia, mas agora funciona em uma código escrito pelo TrikeApps. Em 2010, quase toda a coleção de artigos e imagens do Radswiki (um site educacional de radiologia similiar também no formato wiki) foi doado à Radiopaedia. 

## Propósito
O objetivo do Radiopaedia.org segundo seu fundador é o de "desenvolver um banco de dados com casos e textos on-line onde a informação esteja atualizada e de acordo com as necessidades de ambos formado / formandos em radiologia ou outros atendentes." Sua intenção é beneficiar a comunidade de radiologia e da sociedade em geral e conta com colaborações benevolentes de radiologistas e outros com interesse em radiologia. 
Foi fundada pelo neurorradiologista australiano Dr. Frank Gaillard em dezembro de 2005. Era inicialmente liderada pela Austrália, mas agora tem uma colaboração a nível mundial. Seu conteúdo do artigo é atualmente limitado ao Inglês. 

## Aplicativos AppleStore
Recentemente o Radiopaedia lançou também aplicativo para iPhone e iPad. O app tem uma proposta um pouco diferente do site: os casos clínicos são disponibilizados em pacotes, contendo as imagens, o capítulo e o caso clínico de forma bem interativa, com perguntas e respostas. O app é gratuito e vem com um pacote básico de casos, mas os demais são agrupados por sistemas e vendidos separadamente.